# نیکولاس دمشقی
نیکولاس دمشقی یا نیکولائوس دمشقی (به یونانی: Νικόλαος Δαμασκηνός) (Nicholaus of Damascus,Nicholas of Damascus) فیلسوف و تاریخ‌نگار یهودی متولد حدود سال ۶۴ پیش از میلاد بود که در دورهٔ آگوستوس در امپراتوری روم می‌زیست.
نام وی از محل تولدش یعنی دمشق مشتق شده‌است. او که یکی از دوستان صمیمی هِرود بزرگ بوده، تألیفات متعددی دارد که معروفترین آنها یک دورهٔ تاریخ عمومی است که در ۱۴۴ کتاب نوشته بوده‌است (هر چند که بنا به گفتهٔ یکی از منابع، تنها ۸۰ کتاب بوده‌است). وی همچنین خودزندگی‌نامه‌ای نوشته و آثاری دربارهٔ آگوستوس، هِرود بزرگ و چند اثر فلسفی دیگر از خود برجای گذاشته‌است.
گفته می‌شود در سده نخست میلادی، نیکولاس دمشقی با فرستادگانی که پادشاه هندوستان نزد امپراتور روم فرستاده بوده، ملاقات داشته و پیام آن رسولان را به شام، آتن و رم گزارش داده‌است.
اثر ارسطویی دربارهٔ گیاهان بدو منسوب است.